# Eugène Defacqz

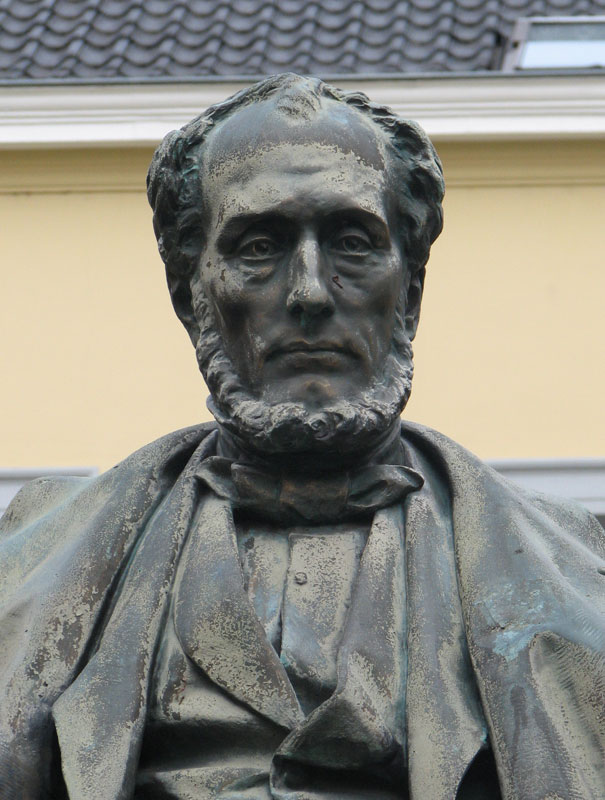
Beeld van Eugène Defacqz

Eugène Henri Marie Defacqz (Aat, 17 september 1797 - Brussel, 31 december 1871) was een Belgisch liberaal politicus en magistraat.

## Levensloop
Eugène Henri Marie Defacqz was de zoon van Louis Defacqz en Marie-Josèphe Thomeret. Zijn vader had in 1792 dienst genomen in het Franse leger. Hij kwam met dit leger terug naar de Zuidelijke Nederlanden en werd 'commissaire du Directoire' voor Aat. Hij werd ook notaris in die stad, waarvan hij maire was van 1805 tot 1812. Naast Eugène had het gezin nog volgende kinderen: Elisa, Victor en Ernest die beiden opeenvolgend notaris werden en Frédéric.
Defacqz kreeg een zeer 'jacobijnse' opvoeding, eerst in het college van Aat, vervolgens in Dijon waar hij de cursussen volgde van zijn oom Joseph Jacotot, die in de faculteit rechten zijn 'méthode universelle d'éducation' toepaste en die daarna Franse literatuur doceerde aan de Rijksuniversiteit Leuven.
In 1817 bekwam Defacqz zijn diploma van licentiaat in de rechten in de École de Droit in Brussel, met een thesis die een vergelijking maakte tussen het Romeins recht (De adimendis legatis), het Burgerlijk Wetboek (art. 2180) en het Wetboek van burgerlijke rechtsvordering (art. 175).
Hij werd stagiair bij de Brusselse advocaat Louis Joly en maakte zich snel bekend, enerzijds door de kwaliteit van zijn argumenten en door zijn klare uiteenzettingen, anderzijds door de geringheid van zijn erelonen. Hij pleitte vooral in geschillen nopens de nieuwe industrieën (koolmijnen en steengroeven). Volgens zijn confrater Jottrand pleitte hij ook soms in het Nederlands.
In 1821 werd Defacqz lid van de Brusselse Commissie van Burgerlijke Godshuizen. In 1829 werd hij lid van de Raad van de Burgerwacht, met de graad van luitenant.

## Vrijmetselaar
Op 25 januari 1820 werd Defacqz ingewijd in de Brusselse loge L’Espérance, waarvan hij in 1826 redenaar werd en in 1829 eerste opziener. Ook zijn vader en zijn broers Ernest en Victor waren vrijmetselaar.
Door de Belgische Revolutie was de vrijmetselarij en meer bepaald de loge L’Espérance erg verzwakt, na het vertrek van zijn Noord-Nederlandse leden en door de interne strijd tussen orangisten en voorstanders van de scheuring. Aan de oprichting in 1833 van het Belgisch Groot-Oosten nam Defacqz geen deel.
Pas na de herderlijke brief van de Belgische bisschoppen in december 1837, waarin ze de veroordeling van de vrijmetselarij bevestigden, werd hij actief. Hij stichtte op 17 februari 1838 in Brussel de loge Les Amis du Progrès en werd er Achtbare meester van. Hij voerde voortaan actie tegen grootmeester Goswin de Stassart aan wie hij laksheid verweet zowel binnen de loges als tegenover de tegenstrevers. De Stassart nam ontslag en werd op 8 juli 1842 door Defacqz opgevolgd, die in 1845 en 1848 opnieuw werd bevestigd in zijn functie. Op 17 februari 1853 nam hij ontslag als gevolg van de spanningen tussen voor- en tegenstanders van het artikel 175 van de statuten, dat discussies over godsdienstige en politieke onderwerpen binnen de loges verbood. Hij werd opgevolgd door Pierre-Théodore Verhaegen groot pleitbezorger voor de afschaffing van dit artikel. Toen dit in 1854 gebeurde, stapte de loge van Defacqz uit het Grootoosten, bleef alleen nog aangesloten bij de hoge-graden vrijmetselarij van de Opperraad van de Aloude en Aangenomen Schotse Ritus en fusioneerde in 1855 met een andere loge tot Les Vrais Amis de l'Union et du Progrès Réunis.
In de jaren na het uiteenspatten van het Unionisme, waren de katholieke aanvallen op de vrijmetselarij toegenomen. Drie Brusselse loges (Les Amis Philanthropes, Les Amis du Progrès en Les Vrais Amis de l'Union) lagen aan de basis van de oprichting in 1841 van de 'Société de l'Alliance', een kiesvereniging waarvan Defacqz voorzitter werd. Deze activiteit mondde uit in de stichting van de Liberale Partij in 1846. Opnieuw werd Defacqz tot voorzitter benoemd, aangezien hij het meest geschikt werd geacht om de conservatieve en de radicale fracties van de partij te verzoenen. Daar slaagde hij echter niet in. In november 1846 verlieten de conservatieven (Pierre-Théodore Verhaegen en zijn gelijkgezinden) de partij. Defacqz deed nog aanzienlijke pogingen om beide groepen samen te brengen, maar in 1848 zette hij een punt achter zijn politieke activiteiten.

## Belgische onafhankelijkheid
Ook al was Defacqz niet actief geweest in de oppositie tegen Willem I, werd hij door het Voorlopig Bewind benoemd op 27 september 1830 tot lid van het Comité voor Justitie, dat de opdracht kreeg de magistratuur te reorganiseren. Zelf werd hij op 2 oktober benoemd tot raadsheer bij het Hof van Cassatie, wat het begin betekende van een veertig jaren lange loopbaan.
Op 3 november 1830 werd hij door het arrondissement Aat afgevaardigd naar het Nationaal Congres. Hij was niet zeer actief tijdens de besprekingen en beperkte zijn belangstelling tot enkele juridische problemen. Hij nam wel deel aan commissies die voorbereidend werk moesten leveren wat betreft de Burgerwacht, de pers, de jury's in rechtszaken en de wijze van verkiezen van het staatshoofd. Hij liet zich niet horen in de debatten over de staatsvorm (monarchie of republiek) en hij ondersteunde geen enkele kandidatuur voor het koningschap. In verschillende belangrijke aangelegenheden stemde hij met de meerderheid (eeuwigdurende uitsluiting van de Nassaus, kandidatuur hertog van Nemours, regentschap voor Surlet de Chokier). Het was dan ook des te opvallender dat hij verklaarde om principiële redenen niet voor Leopold van Saksen Coburg te stemmen. Hij was een van de 45 congresleden die niet voor de enige voorgedragen kandidaat stemde.
Bij de bespreking van de Grondwet kwam hij wel actief tussen en verdedigde er de meest antiklerikale stelling betreffende de ondergeschiktheid van het kerkelijk aan het burgerlijk gezag. Hij bepleitte ook de controle van de burgerlijke macht over het onderwijs. Hij stelde ook voor een cijns in te voeren als kiesdrempel, zodat het aantal kiezers zou beperkt blijven. Dit voorstel werd met een grote meerderheid aangenomen, hoewel het bedrag van de cijns niet in de grondwet werd ingeschreven, maar bij wet zou worden vastgesteld.
Toen in februari 1831 Surlet de Chokier tot regent werd verkozen, kwam een eerste regering het Voorlopig Bewind opvolgen. Alexandre Gendebien werd minister van Justitie en Defacqz secretaris-generaal. Na een maand was die regering al ontslagnemend en beiden keerden naar hun activiteiten in het Nationaal Congres terug. Gendebien stichtte de radicale, republikeinsgezinde en anti-orangistische 'Association Nationale', waar Defacqz de penningmeester van werd. Leopold I vergat niet dat deze heren niet voor hem hadden gestemd. Bij de grote hervorming van oktober 1832 werd Defacqz weliswaar advocaat-generaal bij het Hof van Cassatie, maar werd geen procureur-generaal toen deze functie vacant werd. De koning zou dit persoonlijk verhinderd hebben, zo zegde men. Defacqz liet zich dan maar in 1837 tot raadsheer bij het Hof van Cassatie benoemen.
Op het politieke vlak bekleedde Defacqz eerder bescheiden functies: gemeenteraadslid van Brussel vanaf 1836, werd hij in 1838 provincieraadslid van Brabant. Hij werd voorzitter van deze raad maar moest hieraan verzaken toen in 1848 de wet op de onverenigbaarheden van kracht werd. Ook al was hij in 1846 een van de voornaamste oprichters van de Liberale partij geweest, betekende dit het einde van zijn politieke activiteiten.

## De Universiteit
De strijd tussen de vrijmetselarij en de katholieke kerk uitte zich ook op het domein van de universitaire vorming. Toen de bisschoppen in 1834 een nieuwe katholieke universiteit stichtten, werd onmiddellijk een 'Vrije Universiteit' in Brussel opgericht, waar al sinds 1831 voorbereidende acties waren voor ondernomen. Defacqz behoorde tot de stichters en werd er bestuurder.
Het was voor hem ook een gelegenheid om zijn kennis van het recht uit te diepen en hierover te doceren. Van 1834 tot 1849 gaf hij een cursus gewoonterecht. Hij publiceerde hierover studies.
Na 1848 wijdde Defacqz zich volledig aan zijn taak als Cassatiemagistraat. In 1867 werd hij Eerste voorzitter van het Hof van Cassatie.
Hij werd in 1856 corresponderend lid en in 1856 effectief lid van de Koninklijke Academie, waar hij in 1870 directeur werd van de Klasse der Letteren.

## Privéleven
Defacqz bleef vrijgezel. Hij woonde op de Waterloolaan 57, met een huishoudster en haar natuurlijke dochter. Aan de overzijde bevond zich het klooster van de Karmelieten, wat hem in 1865 inspireerde voor een spiritueel artikeltje in 'La Belgique Judiciaire' waarin hij zich beklaagde over het onophoudelijke klokkengelui.
Aan zijn erfgename, de natuurlijke dochter van zijn huishoudster, liet hij heel wat roerende en onroerende goederen na. Aan zijn loge schonk hij 2000 franken voor zijn goede werken en evenveel aan de gemeentelijke kleuterscholen.
Alle getuigenissen die werden opgetekend zijn het er over eens dat Defacqz een onvermoeibaar werker was, kalm, bezadigd, bescheiden, een geordende geest en een onpartijdig magistraat. Hij had wel door zijn opvoeding een hevig antiklerikale mentaliteit, waarbij de jezuïeten zijn voornaamste vijanden waren. In een brief aan Nothomb in 1845 beschreef hij ze als turbulents, ambitieux, avides de richesses, ennemis de toute émancipation de la pensée, corrupteurs effrontés de la morale, et compromettant par leurs excès jusqu'à la religion même.
Ook al was hij tijdens de laatste jaren van zijn leven ziek, hij bleef werken tot een maand voor zijn dood. Hij werd burgerlijk begraven, zonder enige godsdienstige, militaire of maçonnieke ceremonie. De pas benoemde katholieke minister van Justitie, Théophile de Lantsheere was hierbij aanwezig.
Na zijn dood werd Defacqz aangevallen omwille van zijn 'grote haat tegenover het christendom'. Dit werd tegengesproken door priester Renard van de Zavelkerk die verwees naar de jaarlijkse milde giften van Defacqz aan deze parochie en naar het feit dat zijn pleegdochter opgevoed werd bij de Soeurs de Notre-Dame. Er werden ook insinuaties gemaakt over het feit dat deze dochter van zijn huishoudster zijn algemeen legataris was en geruchten werden verspreid dat het om zijn natuurlijke dochter ging. In zijn testament bevestigde noch ontkende hij dit toen hij schreef: ma famille connaît les motifs de mon affection pour cet enfant qui m'est devenu cher, par les soins que j'ai pris de lui depuis son enfance et par la manière dont il y a répondu, aimable enfant dont l'heureux caractère et les douces qualités ont animé ma solitude et charmé ma vieillesse.

## Publicaties
- Lettre à Monsieur Nothomb, Brussel, 1845.
- A Messieurs les membres de la société de I'alliance, Brussel, 1846.
- Ancien droit Belgique, ou Précis analytique des lois et coutumes observées en Belgique avant le Code civil, Brussel 1846 en 1973.
- Des corvées et des banalités seigneuriales, Brussel, 1859.

## Iconografie
Er bestaan vier borstbeelden van Defacqz:
- door Auguste Van den Kerckhove, eigendom van de Belgische Staat
- door Maurice Mathelin eigendom van de Koninklijke Academie
- door Charles Van Oemberg, eigendom van het Hof van Cassatie
- door dezelfde, eigendom van het OCMW van Brussel

Er bestaat een standbeeld van Defacqz door Adolphe Fassin, eigendom van de gemeente Ath.
Vier (geschilderde) portretten zijn van hem bekend:
- als Achtbare Meester van de loge 'Les Amis du Progrès' (1840)
- als Grootmeester van het Grootoosten
- als Eerste voorzitter van het Hof van Cassatie
- door Louis Maeterlinck, bewaard in het stadhuis van Ath

Een gravure met zijn portret door Joseph Demannez, is verschenen in Annuaire de l'Académie royale de Belgique de 1873.